# Muthuvalli, Tirthahalli
Muthuvalli là một làng thuộc tehsil Tirthahalli, huyện Shimoga, bang Karnataka, Ấn Độ.